# Marta Kos
Marta Kos (pronunție în slovenă [ˈmáːrta ˈkóːs]; n. 28 iunie 1965, Šempeter pri Gorici, Slovenia) este un diplomat și politician sloven. A fost ambasador în Germania între 2013 și 2017 și ambasador în Elveția între 2017 și 2020. Din decembrie 2024, este comisar european pentru extindere în cea de-a doua Comisie condusă de von der Leyen⁠(d).
Din aprilie până în septembrie 2022 a fost unul dintre vicepreședinții Mișcării pentru Libertate. Ea a fost candidata Mișcării pentru Libertate la președinția Sloveniei la alegerile prezidențiale din 2022 până la retragerea sa din august. În urma retragerii, ea a demisionat din funcția de vicepreședinte al Mișcării pentru Libertate. În urma demisiei Tatjanei Bobnar din funcția de ministru de interne, aceasta a demisionat și din Mișcarea pentru Libertate, declarând că nu mai este partidul ei.

## Tinerețea și cariera
În tinerețe, Kos a deținut recorduri la înot în Iugoslavia și Slovenia. A studiat jurnalismul și s-a alăturat diviziei de sport a RTV, iar ulterior s-a mutat în Germania, unde a lucrat pentru Deutsche Welle și ca și corespondent la Bonn pentru RTV începând cu 1993. Din 1997 până în 1999, a ocupat funcția de directoare a biroului de informații al guvernului sloven și de purtătoare de cuvânt a guvernului. În anul 2000, a fost numită vicepreședinte al Camerei de Comerț și Industrie.
În 2013, guvernul Alenkăi Bratušek a numit-o ambasador la Berlin, Germania, ca parte a unei cote politice (diplomați fără carieră).  În 2017, a fost numită ambasador la Berna, Elveția. În 2020, ea a demisionat din funcția de ambasador din cauza dezacordului față de politica externă a guvernului, precum și a acuzațiilor de hărțuire și, în consecință, de control intern asupra activității ambasadei.
În 2022 și-a anunțat candidatura la funcția de președinte al Republicii. În circumstanțe inexplicabile, ea a renunțat la candidatură și a demisionat din funcția de vicepreședinte al Mișcării pentru Libertate. După demisia Tatjanei Bobnar din funcția de ministru de interne, din cauza unui conflict cu prim-ministrul Robert Golob, aceasta a demisionat și din partidul Mișcarea pentru Libertate în 2023, explicând că acesta nu mai era partidul ei, susținând-o astfel pe Tatjana Bobnar.
În septembrie 2024 a fost propusă drept candidată la funcția de comisar european pentru extindere, responsabil cu supravegherea relațiilor cu vecinii estici, înlocuindu-l pe Tomaž Vesel, care a demisionat din candidatura la funcția de comisar european. Pe 17 septembrie 2024, Ursula von der Leyen a anunțat că Kos va fi responsabil de extinderea europeană, în așteptarea aprobării Parlamentului European, evaluând astfel cererile de aderare ale Ucrainei și Moldovei, precum și ale altor țări, la Uniunea Europeană.

## Viața personală
Kos este căsătorită cu Henri Gétaz, secretarul general al Asociației Europene a Liberului Schimb.